# Alexander Pusch
Alexander Pusch (ur. 15 maja 1955 w Tauberbischofsheim) – niemiecki szermierz, szpadzista, reprezentujący RFN, wielokrotny medalista igrzysk olimpijskich i mistrzostw świata.
Na igrzyskach olimpijskich w Montrealu w 1976 roku wywalczył indywidualnie złoty medal, miał wówczas 21 lat. Na tej samej imprezie wspólnie z Hansem-Jürgenem Hehnem, Volkerem Fischerem, Reinholdem Behrem i Hannsem Janą zdobył drużynowo srebrny medal. Cztery lata później Niemcy Zachodnie zbojkotowały igrzyska w Moskwie, więc Pusch nie wziął w nich udziału. Na rozgrywanych w 1984 roku igrzyskach olimpijskich w Los Angeles reprezentacja RFN w składzie: Elmar Borrmann, Volker Fischer, Gerhard Heer, Rafael Nickel i Alexander Pusch zwyciężyła w rywalizacji drużynowej. W zawodach indywidualnych zajął siódme miejsce. Brał również udział w igrzyskach olimpijskich w Seulu w 1988 roku, razem z Elmarem Borrmannem, Thomasem Gerullem, Volkerem Fischerem i Arndem Schmittem zdobywając drużynowo srebrny medal. W turnieju indywidualnym zajął tym razem dziewiąte miejsce.
Podczas mistrzostw świata w Grenoble w 1974 roku wspólnie z Elmarem Beierstettelem, Hansem-Jürgenem Hehnem, Joachimem Peterem i Gerdem Opgenorthem zdobył srebrny medal w zawodach drużynowych. W tej samej konkurencji reprezentanci RFN z Puschem w składzie zdobywali następnie złote medale na mistrzostwach świata w Barcelonie (1985) i mistrzostwach świata w Sofii (1986) oraz srebrne podczas mistrzostw świata w Budapeszcie (1975), mistrzostw świata w Melbourne (1979), mistrzostw świata w Wiedniu (1983) i mistrzostw świata w Lozannie (1987). Ponadto zdobył złote medale indywidualnie na mistrzostwach świata w Budapeszcie (1975) i mistrzostwach świata w Hamburgu (1978).

## Starty olimpijskie (medale)
Montreal 1976
- szpada indywidualnie –  złoto
- szpada drużynowo –  srebro

Los Angeles 1984
- szpada drużynowo –  złoto

Seul 1988
- szpada drużynowo –  srebro